# Pinacoteca civica Tacchi-Venturi
La Pinacoteca civica Tacchi-Venturi, ospitata nel quattrocentesco Palazzo Minuzzini, fu istituita nel 1974 e raccoglie opere soprattutto di scuola locale che risalgono al periodo tra il XIV secolo e il XVI secolo. Parte di esse provengono dalla Civica Residenza, dove erano state raccolte dopo la confisca dei beni ecclesiastici negli anni successivi all'Unità d'Italia, e le altre sono opere in deposito dalla diocesi e affreschi staccati per ragioni di conservazione. 

## Storia e descrizione
La raccolta offre una visione completa della vivacità artistica raggiunta da San Severino per un lungo periodo. Tra le tante opere importanti alcune sono assolutamente da menzionare: nella prima sala è la Madonna dell'Umiltà di Allegretto Nuzi, datata 1366, insieme al polittico di Paolo Veneziano, purtroppo mancante in alcune parti. Nella seconda sala sono alcuni affreschi tardo trecenteschi precedenti all'avvento dei fratelli Salimbeni, a cui è dedicata la terza sala, dove è stata ricostruita un'intera cappellina con le Storie di san Giovanni Evangelista provenienti dalla cappella campanaria della chiesa di San Severino al Monte. Accanto a questi è il Matrimonio mistico di Santa Caterina commissionato dall'abate Francesco de Petroni e dalla nipote Verna di Niccolai, firmato da Lorenzo Salimbeni e datato 1400, uno dei più rappresentativi dipinti del gotico internazionale. 
La quarta e quinta sala è dedicata invece all'esponente di spicco del Rinascimento locale, il pittore settempedano Lorenzo d'Alessandro, come la tavola con la Natività e la Madonna della Quercia, dell'inizio degli anni settanta del Quattrocento, oscillante tra la cura minuziosa dei dettagli e la sensibilità luministica di derivazione camerinese, particolarmente di Giovanni Angelo da Camerino, la tipologia delle figure vicina a quelle di Luca di Paolo, e la loro espressività pacata, derivante dall'esempio di Niccolò di Liberatore. Nelle stesse sale sono anche le opere di Bernardino di Mariotto, ed i polittici di pittori non marchigiani, come quello di Niccolò Alunno, proveniente dal Duomo vecchio, del 1468, e quello di Vittore Crivelli, del 1481, e la Madonna della Pace del Pinturicchio. La sesta ed ultima sala ospita invece tarsie di Domenico Indivini, due tele di Cristoforo Roncalli ed un Martirio di San Bartolomeo di Antonio Zanchi.